# Клоков Всеволод Іванович
Всеволод Іванович Клоков (рос. Всеволод Иванович Клоков; 12 (25) червня 1917, Усть-Катав — 11 жовтня 2004, Київ) — вчений-історик, доктор історичних наук (з 14 червня 1962 року), професор (з 3 квітня 1965 року), член-кореспондент Академії наук України (з 29 березня 1978 року). В роки радянсько-німецької війни активний учасник партизанської боротьби в Україні і Чехословаччині, комісар партизанської бригади, Герой Радянського Союзу.

## Біографія
Народився 12 (25 червня) 1917 року в місті Усть-Катаві Челябінської області в родині робітника. Росіянин. Член ВКП(б) з 1947 року. Навчався в неповній середній школі, а потім на робітфаку.
У 1932 році став членом ВЛКСМ. У 1934 році вступив до Томський електромеханічний інститут інженерів залізничного транспорту. Після успішного закінчення навчання в 1939 році був залишений на викладацькій роботі в інституті. Читання лекцій студентам поєднував з науково-дослідною роботою.

### Німецько-радянська війна
На момент початку уімецько-радянської війни перебував на білоруській землі. У складі артилерійського підрозділу брав участь у перших жорстоких боях проти німців на захід від Мінська. Гармата, розрахунком якої командував В. І. Клоков, успішно знищувала гітлерівців і техніку.
У районі Гомеля полк, в якому воював В. І. Клоков, потрапив в оточення. Радянські вояки намагалися прорватися на схід. Пробиваючись білоруськими лісами, обходячи міста і села, захоплені німецькими прифронтовими частинами, 26 радянських бійців, серед яких був і В. І. Клоков, в жовтні 1941 року з'єдналися з партизанською групою Чернігівського обласного загону.
«Група 26», як її називали, через деякий час стала однією з найкращих радянських партизанських бойових груп. Коли з радянського запілля був отриманий перший вантаж вибухівки, В. І. Клоков зголосився до спеціально сформованої диверсійної групи. Там він добре вивчив мінно-підривну справу і став кваліфікованим підривником.
11 березня 1943 року радянське партизанське з'єднання Чернігівської області вийшло в рейд на Волинь. Під час рейду диверсійна група В. І. Клокова здійснила сім диверсійних актів проти німців. Влітку 1943 року, коли Чернігівсько-Волинське партизанське з'єднання почало бойові дії в західних областях України та Білорусі, диверсійна група В. І. Клокова була спрямована на залізничну ділянку Брест—Пінськ. Підривники протягом серпня та вересня знищили 33 німецьких ешелони з живою силою, технікою і боєприпасами.
Взимку 1943–1944 років В. І. Клоков був призначений начальником всіх диверсійних груп на залізничній дільниці Ковель—Сарни. У квітні 1944 року, коли Чернігівсько-Волинське з'єднання партизанських загонів зустрілося з частинами Червоної Армії, на рахунку підривних груп під командуванням В. І. Клокова було вже 102 підірваних ешелони. Особисто В. І. Клоков підірвав 6 німецьких ешелонів.
Влітку 1944 року, за рішенням Українського штабу партизанського руху, В. І. Клокова разом з групою товаришів десантували на територію Чехословаччини. З серпня 1944 року по лютий 1945 року він був начальником штабу партизанської бригади імені Яна Жижки, а з лютого по травень 1945 року — комісаром партизанського з'єднання імені Суворова, що діяли в Чехословаччині.
Указом Президії Верховної Ради СРСР від 2 травня 1945 року за «мужність і героїзм, проявлені при виконанні бойових завдань командування в боротьбі проти німецько-фашистських загарбників у тилу ворога, і за особливі заслуги в розвитку партизанського руху в Україні» Всеволоду Івановичу Клокову присвоєно звання Героя Радянського Союзу з врученням ордена Леніна і медалі «Золота Зірка» (№ 7 431).

### Повоєнні роки
Після закінчення війни В. І. Клоков — на науковій роботі. Працював завідувачем відділом Комісії історії Великої Вітчизняної війни АН України, завідувачем відділом Архівного управління України, старшим науковим співробітником Інституту історії АН України, а з 1962 року — завідувачем відділом цього ж інституту. Захистив докторську дисертацію на тему: «Боротьба народів слов'янських країн проти німецько-фашистських загарбників». Від 1987 року — головний науковий співробітник відділу історії Другої світової війни Інституту історії АН України.

Могила Всеволода Клокова

Жив у Києві в будинку по вулиці Челюскінців, 15, квартира 23. Помер 11 жовтня 2004 року. Похований у Києві на Байковому кладовищі (ділянка № 52).

## Наукова і громадська діяльність
Опублікував понад 400 наукових та науково-популярних праць, серед них:
- «Борьба народов славянских стран против фашистских поработителей (1939—1945 гг.)». (Київ, 1961);
- «Всемирно-исторический подвиг». (Київ, 1975);
- «Народная борьба на Украине в годы Великой Отечественной войны». (Київ, 1978);
- «Народная борьба в тылу немецких завоевателей на Украине (историографический очерк)». (Київ, 1985).

Брав участь у колективних працях:
- «Українська РСР у Великій Вітчизняній війні Радянського Союзу (1941—1945 рр.)» (у 3-х томах Київ, 1967—1969);
- «История Великой Отечественной войны в 6-ти т.»;
- «История второй мировой войны 1939—1945» у 12-ти т.
- «Вынужденное признание: Рост междунар. авторитета Советского Союза в результате побед в Великой Отечественной войне 1941—1945 гг.» (В. И. Клоков; Отв. ред.: П. Т. Тронько; АН УССР. Ин-т истории Украины) та інше.

В. І. Клоков постійно і активно брав участь у суспільно-політичному житті СРСР, як член Радянського Комітету ветеранів війни, першим Головою Української ради ветеранів війни, праці та Збройних Сил, членом бюро Міжнародної федерації борців Опору, Народним депутатом СРСР останнього скликання. Був заступником голови Комісії у справах колишніх партизанів Великої Вітчизняної війни при Верховній Раді України, членом Військово-шефської комісії Національної академії наук України.

## Звання, нагороди
Нагороджений орденом Леніна (2 травня 1945), орденом Жовтневої Революції (24 червня 1987), орденом Вітчизняної війни 1-го ступеня (1985), орденом Червоної Зірки, орденом Дружби народів, українськими орденами Богдана Хмельницького 3-го ступеня (14.10.1999), «За заслуги» 1-го (19.09.2002), 2-го (23.06.1997) та 3-го (1995) ступенів, нагородами Чехословаччини (зокрема Золотою медаллю імені Я. Пуркіне) та Італії, медаллю «Партизану Вітчизняної війни», орденом за бойові і трудові заслуги «Золотої фортуни» України і багатьма іншими нагородами.
Лауреат Державної премії УРСР в галузі науки і техніки (1970; за тритомну працю «Українська РСР у Великій Вітчизняній війні Радянського Союзу (1941-1945 рр.)»), заслужений діяч науки УРСР (з 1977 року), почесний громадянин словацьких міст Угровця і Мартіна.